# دولت جمهوری آرتساخ
دولت جمهوری آرتساخ (ارمنی: Արցախի Հանրապետության Կառավարություն)، مرجع حاکم بر جمهوری آرتساخ است که زمانی عملاً یک دولت بود و اکنون یک دولت در تبعید به ریاست ایروان است.

## شعبه اجرایی
شورای اجرایی وزیران دولت به ریاست رئیس‌جمهور آرتساخ اداره می‌شود. همه‌پرسی ۲۰۱۷ قانون اساسی، تبدیل حکومت به نظام ریاستی را تصویب کرد؛ بدین ترتیب، سمت نخست‌وزیری، لغو شد.

## دولت در تبعید
پس از حمله جمهوری آذربایجان در ۱۹ سپتامبر ۲۰۲۳، آرتساخ در ابتدا موافقت کرد که تا ۱ ژانویه ۲۰۲۴ خود را منحل کند. با این حال، دولت آرتساخ به جای انحلال، یک دولت در تبعید مستقر در ایروان تأسیس کرد.
نخست‌وزیر ارمنستان، نیکول پاشینیان، با این دولت در تبعید مخالفت کرد و آن را یک «تهدید امنیتی» خواند. در ۲۸ مارس ۲۰۲۴، پاشینیان اظهار داشت: «در ارمنستان، جدا از دولت جمهوری ارمنستان، هیچ دولت دیگری نمی‌تواند وجود داشته باشد.» برخی از رهبران آرتساخ با باگرات گالستانیان، رهبر اعتراضات ضددولتی در ۲۱ مه ۲۰۲۴ در ایروان، دیدار کردند. در ۱۴ ژوئن ۲۰۲۴، پاشینیان، تهدید به سرکوب رهبری آرتساخ کرد و گفت که آنها اعتراضات ضددولتی در ایروان را تشویق می‌کنند.

## رهبران

### رئیس‌جمهورهای آرتساخ
| رئیس‌جمهور          | دوران تصدی | حزب سیاسی         |
| ------------------ | ---------- | ----------------- |
| ساموئل شهرامانیان  | ۲۰۲۳–۲۰۲۵  | مستقل             |
| آرائیک هاروتیونیان | ۲۰۲۰–۲۰۲۳  | سرزمین مادری آزاد |
| باکو ساهاکیان      | ۲۰۰۷–۲۰۲۰  | مستقل             |
| آرکادی قوکاسیان    | ۱۹۹۷–۲۰۰۷  | مستقل             |

### نخست‌وزیران آرتساخ
| نخست‌وزیر           | دوران تصدی | حزب سیاسی         |
| ------------------ | ---------- | ----------------- |
| آرائیک هاروتیونیان | ۲۰۰۷–۲۰۱۷  | سرزمین مادری آزاد |
| آنوشاوان دانیلیان  | ۱۹۹۹–۲۰۰۷  | مستقل             |
| ژیرایر بوغوسیان    | ۱۹۹۸–۱۹۹۹  | مستقل             |
| لئونارد پطروسیان   | ۱۹۹۴–۱۹۹۸  | مستقل             |
| روبرت کوچاریان     | ۱۹۹۲–۱۹۹۴  | مستقل             |
| اولگ یسائیان       | ۱۹۹۲–۱۹۹۲  | مستقل             |